# Маклоухорн, Трой
Трой Маклоухорн (англ. Troy McLawhorn) — американский музыкант, бывший лид-гитарист Seether, гитарист Evanescence.

## Биография
Раньше играл в группах Dark New Day, doubleDrive и Still Rain. После распада его первой группы, Still Rain, в 1995 году, Dark New Day предложили ему сотрудничество, хотя они не играли уже несколько лет. Но вместо этого Трой стал гитаристом doubleDrive и играл с ними с 1996 по декабрь 2003 года, пока снова не присоединился к Dark New Day в том же году. В мае 2007 года Трой стал заменой гитаристу Evanescence Джону ЛеКомпту и играл с группой до конца их тура в поддержку The Open Door. Он продолжал работать с Dark New Day, пока выступал с Evanescence. Однако в конечном счёте Маклоухорн покинул Dark New Day в середине 2008 года и присоединился к Seether как сессионный гитарист. После успеха следующего турне Трой официально стал лид-гитаристом группы.
8 марта было объявлено об уходе Троя из группы.
Трой сообщает, что ушёл из-за напряженности в группе. «Личное трение с одним из участников» вынудило его оставить группу перед самым выходом альбома.
Спасибо всем за поддержку. Это истинное наслаждение играть и создавать музыку с парнями и мне жаль, что я не мог поступить иначе. Это было очень сложное решение, и я желаю им всего самого лучшего!
Трой сделал ещё одно заявление:
Я не буду присутствовать ни на одном шоу Seether, потому что я оставил сообщение о том, что я ухожу из группы. Возможно, я мог остаться, но из-за личных трений с другим участником мне пришлось покинуть группу для моего счастья. Я надеюсь, все понимают. Спасибо, и делайте то, что делает вас счастливыми!
13 июня 2011 Эми Ли сообщила о том, что Трой возвращается в Evanescence. В этот же день Трой подтвердил сообщение на Facebook.

## Дискография

### Still Rain
- Still Rain
- Bitter Black Water

### Sevendust
- Home (1999): Bender

### doubleDrive
- 1000 Yard Stare (1999)
- Blue in the Face (2003)

### Dark New Day
- Twelve Year Silence (14 июня 2005)
- Black Porch (Acoustic Sessions) (EP) (5 сентября 2006)
- Untitled (TBA 2009)

### Seether
- iTunes Originals' - Seether (2008)
- Rhapsody Originals - Seether (2008)
- Finding Beauty in Negative Spaces (2009 Reissue)

### Evanescence
- Evanescence (2011)

## Оборудование
- PRS Guitars
- Fender Telecaster
- Gibson Les Paul
- Gibson Explorer
- Yamaha acoustic guitars
- Hughes & Kettner amplifiers